# Gnophos aragonensis
Gnophos aragonensis är en fjärilsart som beskrevs av Hans Zerny 1927. Gnophos aragonensis ingår i släktet Gnophos och familjen mätare. Inga underarter finns listade i Catalogue of Life.